# Himno aéreo (maxisingle)
Himno aéreo es un maxisencillo del grupo musical Aviador Dro editado en el año 1985 por el sello DRO, bajo la referencia DRO 2D-112. Se publicó también en formato sencillo promocional con portada en blanco y negro (Ref. DRO 1D-110) conteniendo el citado tema y el tema "Aterriza en mí".

Los temas "Himno aéreo" y "Aterriza en mí" se grabaron en Doublewtronics y fueron producidos por Simon Boswell, en cambio el tema "Autoduelo" también grabado en Doublewtronics, fue producido por Jesús Gómez.
Tal y como podía leerse en el sencillo, la melodía de "Himno aéreo" trataba de «explosión, muerte, destrucción y la danza de los aviones en la noche».

## Lista de canciones
| Título            | Autor              | Duración |
| ----------------- | ------------------ | -------- |
| Himno aéreo       | Servando Carballar | 6:37     |
| Autoduelo (remix) | Servando Carballar | 5:57     |